# Punkalaidun
Punkalaidun là một đô thị của Phần Lan.
Đô thị này tọa lạc tại tỉnh Tây Phần Lan trong Pirkanmaa Vùng. Đô thị này có dân số 3.552 (2003) với diện tích là 364,63 km² trong đó có 2,96 km² là diện tích mặt nước. Mật độ dân số là 9,8 người trên mỗi km².
Đô thị này chỉ sử dụng tiếng Phần Lan.